# Sigmatineurum omega
Sigmatineurum omega är en tvåvingeart som beskrevs av Neal L. Evenhuis 1994. Sigmatineurum omega ingår i släktet Sigmatineurum och familjen styltflugor. Inga underarter finns listade i Catalogue of Life.